# Baronía de Marmellar
La baronía de Marmellar es un título nobiliario español creado en 1743 por el rey Carlos III de España en favor de Joaquín de Roca y de Clará. Según figura en su concesión, dicha familia ya fue ennoblecida en 1380 por Pedro IV de Aragón en la figura de Bernardo de Roca, señor de la Roca de Montferrer, mayordomo de las reinas María y Leonor, Baile de Alcoy, Játiva y Orihuela y Vicealmirante de Valencia, lugarteniente de Baile General de Cataluña y procurador Real del Rosellón.
Su denominación hace referencia a la Pobla de Marmellar, en la sierra de Montmell de Tarragona, en la comarca del Bajo Panadés.
A principios del siglo XIX, la baronía pasa a la familia de Prat, señores del Castillo y feudo de Moyá, por el matrimonio de la baronesa María de las Mercedes de Roca y Pi con José de Prat y de Codina.

## Barones de Marmellar

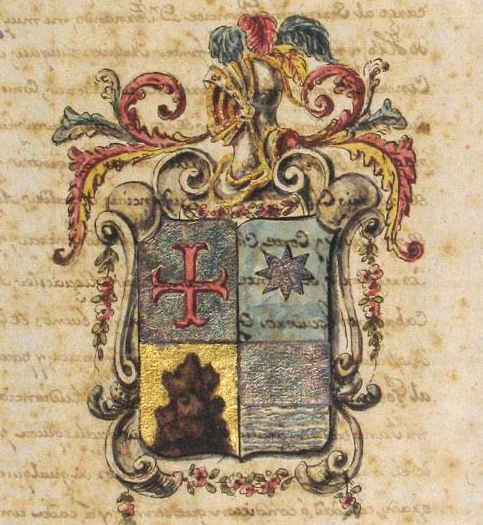
Escudo de Armas de Joaquín de Roca y de Clará, según consta en su privilegio de nobleza

| I    | Joaquín de Roca y de Clará    |
| II   | Joaquín de Roca y Batlle      |
| III  | Vicente de Roca y Pi          |
| IV   | Ramón de Roca y de Argila     |
| V    | José de Roca Blanch           |
| VI   | María-Mercedes de Roca y Pi   |
| VII  | Joaquín de Prat y de Roca     |
| VIII | Joaquín de Prat y de Abadal   |
| IX   | Mercedes de Prat y de Pastors |

## Historia de los barones de Marmellar
- Joaquín de Roca y de Clará (Camprodón, el 8 de octubre de 1687 – Vilafranca, 8 de septiembre de 1747). I barón de Marmellar por el rey Carlos III de España. Hijo de Juan de Roca y de Campá e Isabel de Clará y de Xammar, naturales de Camprodón.

1. Contrajo matrimonio en 22 de enero de 1741 con Francisca de Batlle y Vallespinós, natural de Vilafranca del Panadés.

Le sucedió su hijo:
- Joaquín de Roca y Batlle, II barón de Marmellar. Armado Caballero del Principado de Cataluña por el rey Carlos IV de España el 13 de abril de 1795, miembro de la Real Junta de Gobierno del Comercio del Principado de Cataluña.

1. Casó con en primeras nupcias con Raimunda Pi, y en segundas nupcias con María-Teresa de Argila y de Parrella.

Le sucedió su hijo:
- Vicente de Roca y Pi, III barón de Marmellar.

1. Casó con María del Carmen Espinach y Puig. Sin sucesión.

Le sucedió su hermano:
Ramón de Roca y de Argila, IV barón de Marmellar. 
1. Casó con María Teresa Blanch Coll.

Le sucedió su hijo:
- José María de Roca Blanch, V barón de Marmellar, Caballero del Real Cuerpo de la Nobleza de Cataluña, naviero y Administrador de Aduanas de Barcelona.

1. Casó con Adela Suárez-Llanos y Pérez de Zuloaga.

Le sucedió su tía:
- María de las Mercedes de Roca y Pi, VI baronesa de Marmellar.

1. Casó con Joaquín de Prat y de Codina.

Le sucedió su hijo:
- Joaquín de Prat y de Roca, VII barón de Marmellar, (1804-1872) Caballero del Real Cuerpo de la Nobleza de Cataluña, Maestrante de Ronda.

1. Casó con María-Buenaventura de Abadal y Caballería.

Le sucedió su hijo:
- José María de Prat y de Abadal, VIII barón de Marmellar.

1. Casó con María del Carmen de Pastors y de Maranges.

Le sucedió su hija:
- María-Mercedes de Prat y de Pastors, IX baronesa de Marmellar.

1. Casó con Carlos de Moy y de Calvet, conde de Moÿ.